# Identificador
Els identificadors (IDs) són símbols lèxics que nomenen entitats. El concepte és anàleg al de "nom". Els identificadors es fan servir àmpliament en pràcticament tots els sistemes de processament de la informació. Donar nom a les entitats fa possible fer-ne referència, la qual cosa és essencial per a qualsevol tipus deprocessament simbòlic.

## Identificadors en llenguatges informàtics
En els llenguatges informàtics, els identificadors són elementts textuals, (també anomenats símbols) que nomenen entitats del llenguatge. Algunes de les entitats que un identificador pot denotar són les variables, les constants, els tipus de dada, les etiquetes, les subrutines (procedimients i funcions) i els paquets.